# Surfside Beach (Karolina Południowa)
Surfside Beach – miasto w Stanach Zjednoczonych, w stanie Karolina Południowa, w hrabstwie Horry.